# یواس‌اس لافایت کانتی (ال‌اس‌تی-۸۵۹)
یواس‌اس لافایت کانتی (ال‌اس‌تی-۸۵۹) (به انگلیسی: USS Lafayette County (LST-859)) یک کشتی بود که طول آن ۳۲۸ فوت (۱۰۰ متر) بود. این کشتی در سال ۱۹۴۴ ساخته شد.